# Долгов, Пётр Петрович
Пётр Петрович Долгов (15.03.1914 — 02.02.1996) — командир отделения 1-го батальона 266-го гвардейского стрелкового ордена Красной Звезды полка (88-я гвардейская стрелковая Запорожская ордена Ленина Краснознамённая орденов Суворова и Богдана Хмельницкого дивизия, 28-й гвардейский стрелковый Люблинский Краснознаменный корпус, 8-я гвардейская армия, 1-й Белорусский фронт), гвардии старший сержант, участник Великой Отечественной войны, кавалер ордена Славы трёх степеней.

## Биография
Родился 15 марта 1914 года в селе Рынок (ныне в черте города Волгоград) в семье рабочего. Русский. Образование неполное начальное. Работал в местном колхозе до призыва в армию в мае 1942 года.
В Красной армии с 10 июня 1942 года. В действующей армии – с 15 сентября 1942 года. Воевал на Сталинградском, Юго-Западном (с 20 октября 1943 года – 3-й Украинский) и 1-м Белорусском фронтах. Принимал участие в Сталинградской битве, битве за Днепр, Никопольско-Криворожской, Березнеговато-Снигиревской, Одесской, Люблин-Брестской, Варшавско-Познанской и Берлинской наступательных операциях. В боях трижды был ранен.
13 мая 1944 года при овладении селом Пугачены Тираспольского района Молдавской ССР был тяжело ранен командир стрелкового батальона гвардии капитан Гриценко. Стрелок Долгов П. П. отбил у противника и вынес с поля боя в безопасное место тяжело раненного командира батальона. В том же бою из личного оружия уничтожил 5 немецких солдат и снайпера.
Приказом командира 88-й гвардейской дивизии гвардии полковника Марченко Е. Т. 25 мая 1944 года гвардии красноармеец Долгов Пётр Петрович награждён орденом Славы 3-й степени.
Из наградного листа:

14 января 1945 года в боях по прорыву обороны противника в районе села Цецылювка Радомской губернии, ворвавшись в траншеи противника застрелил трёх офицеров и несколько солдат противника. уничтожил 3 немецких офицеров и несколько солдат. В ходе дальнейших боёв захватил автомашину с прислугой. В бою за деревню Подлесок огнём своего автомата уничтожил 15 немцев и 5 захватил в плен— к награждению орденом Красной Звезды
.
Командиром полка гвардии подполковником Субботиным И. П. представлен к награждению орденом Красной Звезды.
Приказом командующего 8-й гвардейской армией от 27 февраля 1945 года гвардии красноармеец  Долгов Пётр Петрович награждён орденом Славы 2-й степени.
С началом Берлинской наступательной операции 16 апреля 1945 года при прорыве обороны противника в районе населённого пункта Вердер (ныне район Меркиш-Одерланд, земля Бранденбург, Германия) в бою за расширение плацдарма на левом берегу реки Одер старший сержант Долгов П. П. во главе отделения ворвался во вражескую траншею, огнём из автомата и гранатами сразил 6 солдат противника. Всего в ходе боёв 17—18 апреля 1945 года вывел с бойцами из строя около 20 фашистов.
Указом Президиума Верховного Совета СССР от 15 мая 1946 года за образцовое выполнение боевых заданий командования в боях с немецко-фашистскими захватчиками на завершающем этапе Великой Отечественной войны Долгов Пётр Петрович награждён орденом Славы 1-й степени.
В октябре 1945 года старшина Долгов демобилизован. Вернулся на родину. Работал на Сталинградском тракторном заводе.
Умер 2 февраля 1996 года.

## Награды
- Орден Отечественной войны I степени (11.03.1985)[5]

- Полный кавалер ордена Славы:
  - орден Славы I степени (15.05.1946)[6];
  - орден Славы II степени (27.02.1945)[7];
  - орден Славы III степени (25.04.1944)[8];
- медали, в том числе:
  - Медаль Жукова[9]
  - «За оборону Сталинграда» (1.5.1944)
  - «За освобождение Варшавы» (9.6.1945)[10]
  - «За взятие Берлина» (9.6.1945)[11]
  - «В ознаменование 100-летия со дня рождения Владимира Ильича Ленина» (6 апреля 1970)
  - «За победу над Германией в Великой Отечественной войне 1941—1945 гг.» (9 мая 1945[12])[13]
  - «20 лет Победы в Великой Отечественной войне 1941—1945 гг.» (7 мая 1965[14])
  - «30 лет Победы в Великой Отечественной войне 1941—1945 гг.»[15]
  - 40 лет Победы в Великой Отечественной войне 1941—1945 гг.[16]
  - Юбилейная медаль «50 лет Победы в Великой Отечественной войне 1941—1945 гг.»[17]
  - «30 лет Советской Армии и Флота»[18]
  - «40 лет Вооружённых Сил СССР»[19]
  - «50 лет Вооружённых Сил СССР» (26 декабря 1967[20])
- Знак «25 лет победы в Великой Отечественной войне» (1970)

## Память
- На могиле установлен надгробный памятник.
- Его имя увековечено в Главном Храме Вооружённых сил России, и навсегда запечатлено на мемориале «Дорога памяти».